# 亞納亞庫山
8°54′35″S 77°57′48″W / 8.90972°S 77.96333°W
亞納亞庫山（Yana Yaku），是秘魯的山峰，位於該國北部安卡什大區，由桑塔省的卡塞雷斯德佩魯區負責管轄，屬於內格拉山脈的一部分，海拔高度4,800米。